# Badia de Lady Franklin
La badia de Lady Franklin és una petita badia que es troba a la regió de Qikiqtaaluk, Nunavut, Canadà. La badia es troba a l'estret de Nares al nord-oest del Promontori Judge Daly, a la riba nord-est de l'illa Ellesmere.
L'assentament de Fort Conger, antiga base àrtica, es troba a la riba nord.

## Geografia
La badia de Lady Franklin separa la Terra de Grant, al nord, de la Terra de Grinnell, al sud. Segueix la direcció nord-est a sud-oest durant uns 110 km des de la conca de Hall. Al nord-oest hi ha una petita badia coneguda com a Discovery Bay, i la part més interna sovint és mostrada als mapes com a fiord Archer.

## Història
La badia rep el nom de Lady Franklin, esposa del famós explorador britànic Sir John Franklin, que va desaparèixer mentre cercava el pas del nord-oest. Posteriorment Lady Franklin va finançar diverses expedicions de rescat per buscar Sir John.
La badia de Lady Franklin es va fer coneguda a la premsa dels Estats Units en el període 1880–1884 després que el United States Army Signal Corps escollís aquell lloc per establir-hi una base per intentar arribar al pol nord. Un grup de 25 militars, dirigits pel primer tinent Adolphus Greely hi arribaren l'agost de 1881 i construïren Fort Conger.